# Río Big
El río Big, un río perenne de la cuenca noreste del río Murray -Darling, se encuentra en las regiones de East Gippsland y Alpine de Victoria, Australia . Fluye desde la vertiente norte del arroyo Falls en los Alpes australianos y se une al río Cobungra cerca de Anglers Rest para formar el río Mitta Mitta . 

## Curso
El río Big nace debajo de la estación de esquí de Falls Creek en el Parque Nacional Alpino, en las laderas del norte de Spion Kopje a una altitud de 1837 metros (6027 pies) sobre el nivel del mar . El río fluye hacia el norte desde el Spion Kopje y luego hacia el este por el valle entre el Spion Kopje y el pico más alto de Victoria, el monte Bogong, separando el propio monte Bogong de las llanuras altas de Bogong. A continuación, el río fluye hacia el sur-sureste, formando el límite oriental del parque nacional, antes de girar hacia el sur cerca del cruce de la autopista Omeo, alrededor de Glen Valley, a 16 kilómetros al norte de Anglers Rest. 
La autopista Omeo sigue de cerca el curso del río Big hasta su confluencia con el río Bundara, a unos dos kilómetros al norte de Anglers Rest.
Poco más abajo, cerca de Anglers Rest, el río Big se une con el río Cobungra y ambos ríos forman el río Mitta Mitta, que es un afluente del río Murray. El río desciende 1 210 metros  a lo largo de sus 52 kilómetros de recorrido.

### Afluentes
Los principales afluentes del río Big son los ríos Cairn, Beckraith, Camp, Hollonds, Dead Horse, Middle, Glen Wills, Wallaby, Burnside y Bundara. Los principales afluentes nacen en las laderas septentrionales de Spion Kopje, en las laderas meridionales del monte Bogong, en las laderas septentrionales, orientales y occidentales del monte Nelse y del monte Nelse Norte, en las laderas orientales del monte Cope y en las laderas occidentales del monte Wills y de The Knocker. 

### Salud del río

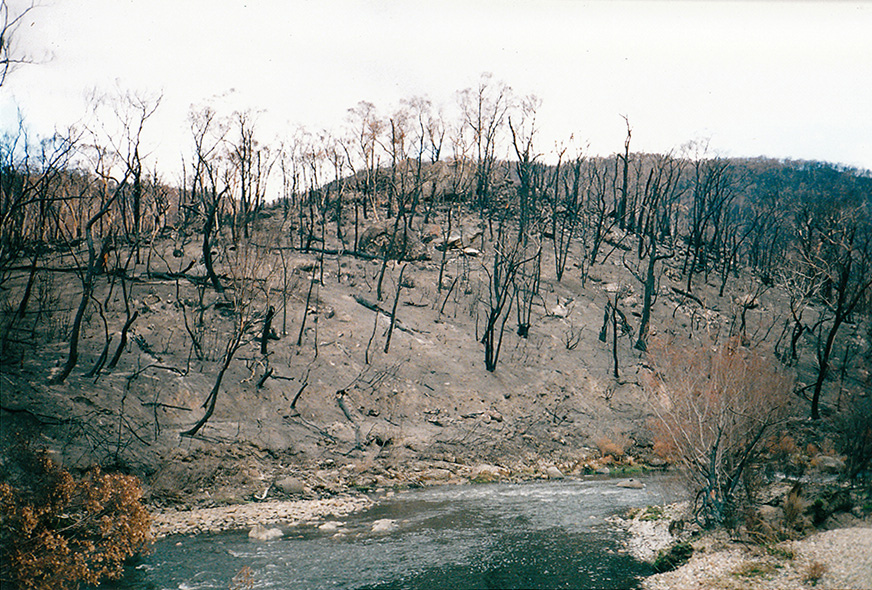
Matorrales devastados junto al río Big, cerca de Anglers Rest como resultado de los incendios forestales alpinos del este de Victoria en 2003

La mayoría de los cursos de agua de la subcuenca hidrográfica de Mitta Mitta se encuentran en buen o excelente estado. Gran parte de la cuenca está cubierta por extensos bosques. A pesar de la deforestación y de los daños causados por el ganado en las riberas de los ríos, el hábitat acuático es, en general, muy bueno.
La parte alta del río Big, por encima del valle de Glen, está clasificada como «río representativo de las tierras altas del este de Victoria».

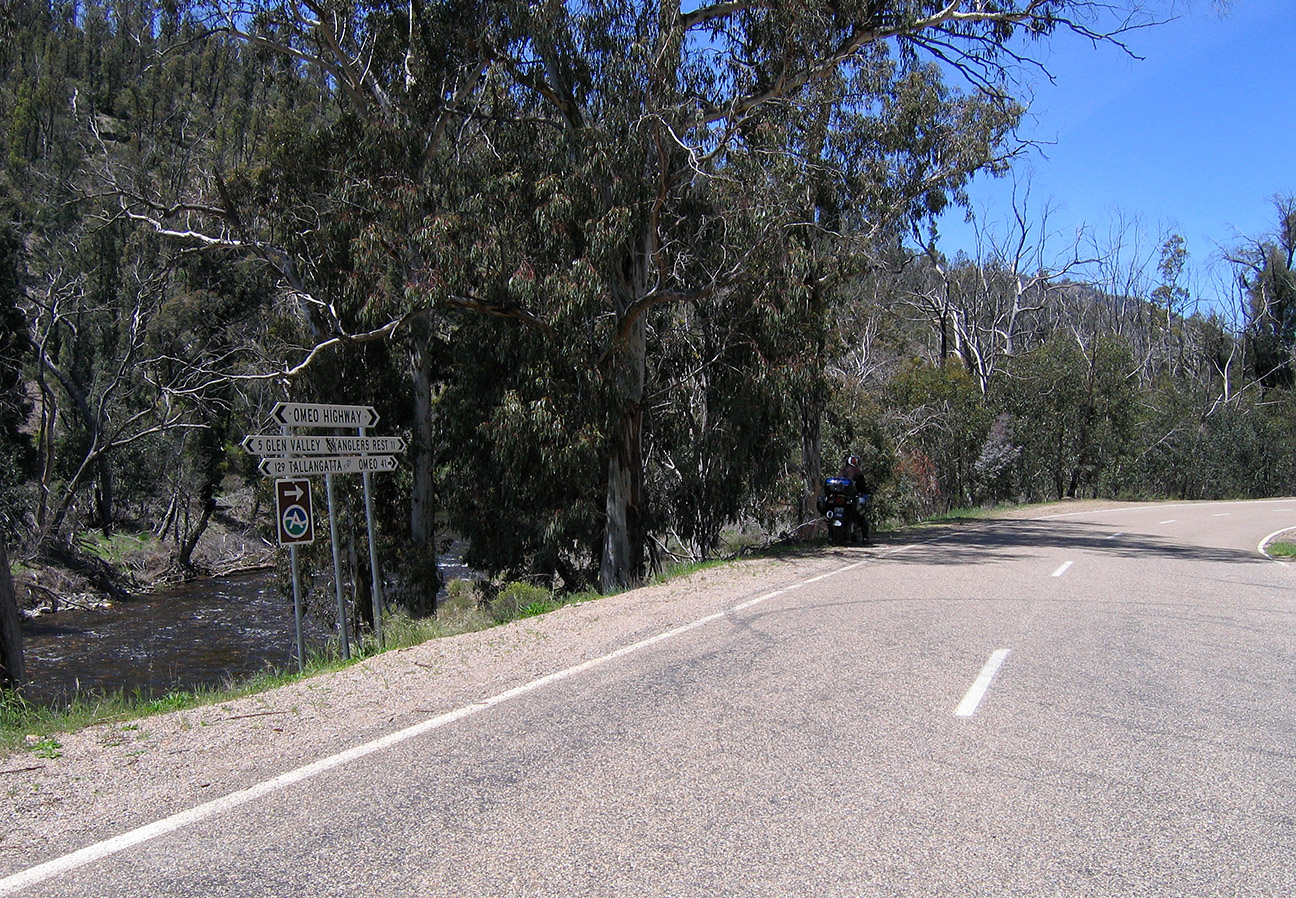
El río Big junto a la autopista Omeo en el desvío de Bogong High Plains Rd, Shannonvale

A principios de 2003, grandes extensiones de bosque de la cuenca del río Big y sus afluentes se vieron gravemente afectadas por los incendios forestales alpinos del este de Victoria. Estos incendios arrasaron aproximadamente 13 000 km²  de matorral de la zona durante casi dos meses.
Los daños causados por los incendios afectaron a la salud del río durante algún tiempo después de los incendios.